# 8834 Anacardium
8834 Anacardium è un asteroide della fascia principale. Scoperto nel 1989, presenta un'orbita caratterizzata da un semiasse maggiore pari a 3,1838875 UA e da un'eccentricità di 0,1496984, inclinata di 6,88486° rispetto all'eclittica.
Il nome ricorda l'Anacardium, genere di alberi tropicali della famiglia delle Anacardiacee.